# Rudolf Altschul
Rudolf Altschul (22. dubna 1927 Praha – březen nebo duben 1945 na pochodu smrti z koncentračního tábora Flossenbürg), byl český básník, člen skupiny Spořilovských surrealistů, účastník druhého odboje.

## Život
Byl jediný syn Pavla Altschula (1900–1944), fotografa, odpovědného redaktora a v letech 1933–1939 vydavatele časopisu Světozor, a jeho manželky Anny, rozené Špačkové (* 1897). Otec zahynul v Terezíně, matka přežila.
Studoval na reálném gymnáziu ve Slovenské ulici, kde byli jeho spolužáky básník Zbyněk Havlíček či pozdější signatářka Charty 77, historička Anna Fárová, která na něj později vzpomínala. Dne 3. 4. 1943 se mladí surrealisté ze Spořilova (Robert Kalivoda, František Jůzek, Zbyněk Havlíček, Libor Fára a Rudolf Altschul) sešli ilegálně u Kamilly Neumannové v její vile na Žižkově, kde se jako skupina definovali.
Rudolf Altschul byl poprvé zatčen gestapem 12. dubna 1944, podruhé 13. září téhož roku. Z koncentračního tábora Flossenbürg byl převezen 8. března 1945 do koncentračního tábora Bergen–Belsen. Zahynul v březnu nebo dubnu 1945. Není známo, zda se tak stalo ještě v táboře, nebo na pochodu smrti z Bergen–Belsenu do Terezína.

## Dílo
Jako patnáctiletý se stal členem skupiny Spořilovští surrealisté. Podle hodnocení Rudolfa Kopáče navazovala jeho tvorba teoreticky na Karla Teigeho, prakticky na Vítězslava Nezvala.
Jeho básně byly většinou zabaveny gestapem, dochovaly se jen dva útlé svazky Poslední čas a Válka (1944). Některé texty Pavla Altschula byly časopisecky nebo v antologiích vydány v 60. letech 20. století:
- 1966 – Orientace (časopis) 2/1966 (společně se životopisem)[4]
- 1966 – Magnetická pole
- 1969 – Surrealistické východisko

Samostatně vyšly jeho verše knižně až v roce 2021 v nakladatelství Dybbuk pod názvem Otázky rychle kladené v běhu.

## Posmrtná připomínka

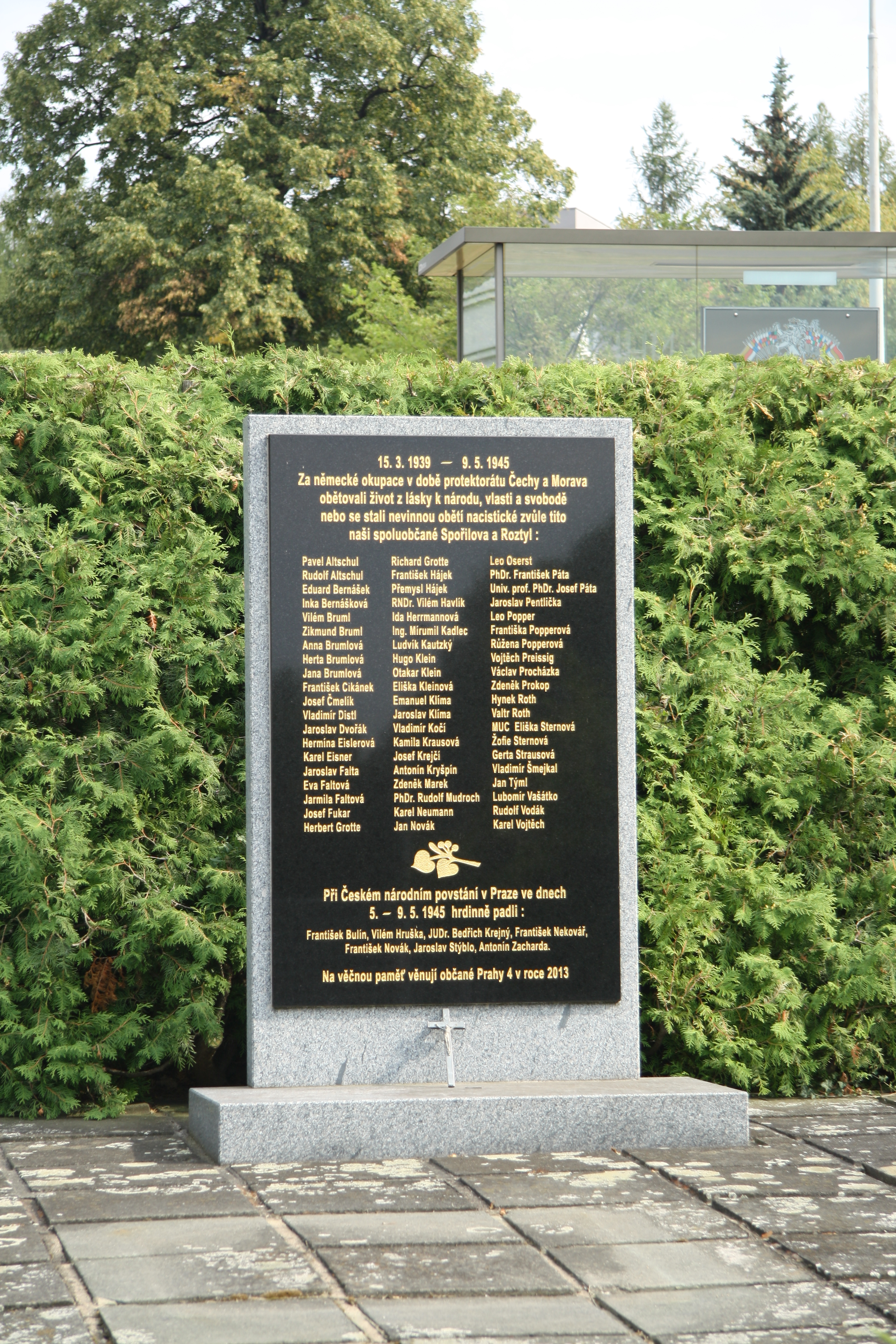
Spořilov, pamětní deska obětem 2. světové války

Jméno Rudolfa Altschula je na prvním místě (abecední pořadí) na pamětní desce věnované 67 obětem nacistické okupace ze Spořilova a Roztyl. Deska byla odhalena v roce 2013 na Roztylském náměstí.